# 有沢橋
有沢橋（ありさわはし、ありさわばし）は、富山県富山市の神通川に架かる橋梁。富山県道62号富山小杉線の道路橋である。上流にある婦中大橋が架るまでは国道359号の橋でもあった。また、国道359号指定以前は富山県道7号富山八尾線の橋であった。

## 概要
富山市市街地と富山市西部地区、呉羽南部地区並びに、射水市小杉地区を結ぶ経済活動を支える重要な橋である。1日の交通量は約39,000台で、神通川に架かる橋では中島大橋、婦中大橋に次いで3番目に多い。
橋は、長さ457.4 m、幅員は上下線の完成時期が違うため、片側2車線ずつに分離されており、幅員は上流側が6.0 m（車道幅5.5 m）、下流側が10.75 m（車道幅7.0 m、自転車歩行者道幅3.25m）で歩道は下流側のみに設置されている。
現橋の上流左岸堤防には、1918年（大正7年）に架橋された木橋の橋台跡が残っている。

## 沿革
- 1892年（明治25年）6月 - 戦国時代から使われていた有沢の渡しを継承する形で長さ184間、幅員2間の木橋を架設[2]。
- 1910年（明治43年） - 台風で橋を流失[7]。
- 1914年（大正3年）8月13日 - 豪雨による神通川の大増水のため、橋が袂30間を残して崩壊[8]。
- 1915年（大正4年）8月27日 - 崩壊した橋の改修工事が竣工し、一般の通行が許可される[9]。
- 1926年（大正15年） - 長さ474.1 m、幅員4.2 mに改修[2]。
- 1938年（昭和13年） - 永久橋架け替えのための事業着手[10]。当時の工費は14万円[11]。
- 1942年（昭和17年） - 戦時中の資材難のため、下部構造が完成したところで工事中止[10]。
- 1951年（昭和26年）4月16日 - 改めて起工式を挙げ、横河橋梁製作所（東京）の手によって、ワーレン鋼製の永久橋架橋が計画され、7月25日に着工[10]。
- 1952年（昭和27年）6月2日 - 長さ457.4 m、幅員6.0 mの77スペンのワーレン鋼製橋に架け替え。総工費は59,538,000円[11]。なお、この時点では両端はまだ木橋であった[4]。
- 1961年（昭和36年） - 豪雨で木橋部分の一部が流失したため、改修[4]。
- 1962年（昭和37年） - 改築着手[12]
- 1964年（昭和39年） - 全橋永久橋化[13]
- 1969年（昭和44年）8月31日 - 富山大橋の橋脚沈下による交通量増大により、同日午後に橋面に亀裂が入り、直径約40cmの穴が入った[14]。
- 1970年（昭和45年） - 上記に伴い、この年から修復工事を実施。幅員を拡げて片側に3.25mの自転車歩行者専用道路を設ける[12]。
- 1972年（昭和46年） - 橋脚3基を補強工事を1973年（昭和48年）9月5日までに実施、床板も20 cmに厚くして、20 tの重量に耐えられる様にした[12][5]。
- 1973年（昭和48年）9月5日 - 北側（下流側）に幅員10.75 mの新橋を設置、4車線となる[2][5]。
- 2004年（平成16年）11月8日 - 下流側の耐震補強工事着工。橋脚の交換などの耐震補強を実施[15]。
- 2005年（平成17年）7月15日 - 下流側の耐震補強工事完了[15]。

## 有沢橋を題材とした作品
- 有沢橋（2021年8月、神通明美著）ISBN 978-4-86-265898-2